# Maison de Balzac
Maison de Balzac é uma casa-museu na antiga residência do romancista francês Honoré de Balzac (1799-1850). Ela está localizada na rua Raynouard, em Paris, França, e está aberto diariamente, exceto segundas e feriados, das 12:30 às 17:30 horas; o acesso à casa é livre, mas é cobrada uma taxa para as suas exposições temporárias. O escritor habitou a casa entre os anos de 1840 e 1847, período em que estava escrevendo e revisando obras da Comédia Humana. O museu apresenta diversos objetos e móveis pessoais de Balzac, quadros e outras obras de arte feitas por outros artistas e críticos a partir do legado do autor. Nas estantes e mesas, são dispostos livros, manuscritos e ilustrações originais.
A casa é situada em Passy, que era uma cidade até 1860. Balzac se mudou para a casa porque era distante de Paris, principalmente dos bairros onde estão a Ópera e o Museu do Louvre. Na metade do século XIX, o francês já era uma celebridade. Apesar da fama, acumulava dívidas estimadas em mais de 1 milhão de reais. Balzac juntou todas as dívidas após ter uma tipografia, uma gráfica, uma revista e um jornal. O imóvel possui três andares e hoje mantém seu ambiente de trabalho como na época em que o escritor morava na casa. Ao alugar a casa, ele não assumiu as responsabilidades legais ao entrar lá. O contrato foi assinado no nome de Philiberte-Louise Breugnol, que na verdade era a Louise Breugniot. O escritor ocupava a parte central e oeste da casa — a outra parte era alugada por outra pessoa. Quando os visitantes entram pelo portão da rua Raynouard, não é possível avistar a porta da casa, que foi construída no nível abaixo da rua. O patrimônio, assim como a casa-museu do Honoré de Balzac, é prestigiado pelos franceses. A casa é uma herança cultural, que apresenta parte do legado do escritor, nos móveis, paredes e todos os objetos pertencentes ao autor. Algumas paredes internas da casa têm trechos de obras de Balzac. Em um dos cômodos, todas as paredes apresentam uma linha do tempo com todos os personagens criados pelo escritor. 
A Maison de Balzac foi doada à cidade em 1949 e aberta ao público em 1960. Alguns objetos do museu foram presentes do autor para a sua amada, Ewelina Hańska, com quem ele se casou cinco meses antes de morrer. O conceito de casa, para Balzac, foi expresso em sua obra literária. No livro "Cenas da vida privada", parte da Comédia Humana, o autor se refere às casas dos personagens com palavras como "refúgio", "ninho", "abrigo" e "cabana". Nesse sentido, a Maison localizada em Passy tem papel central para a compreensão de como a obra e a vida de Balzac estavam sempre atreladas. Durante os anos em que viveu no local, a casa era seu refúgio.    

## História do patrimônio

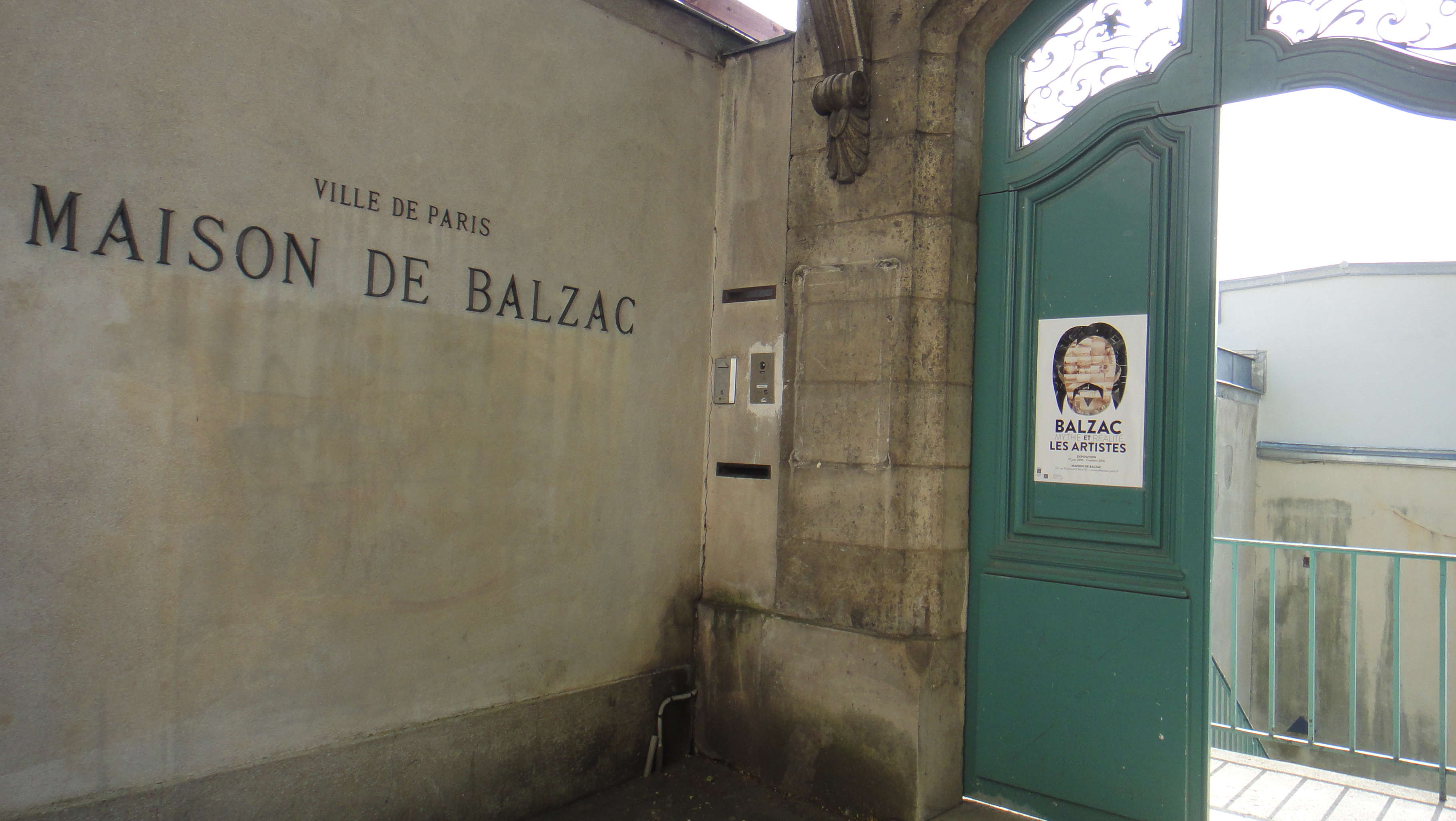
Portão da Maison de Balzac

O pavilhão foi classificado como um monumento histórico pelo governo francês por um decreto feito no dia 3 de maio de 1913. As terras que compreendem a área do jardim da casa, entre as ruas Raynouard e a Berton, foram inscritas pelo decreto no dia 13 de março de 1944. Em 2002, as escavações feitas no território apresentaram evidências de habitantes do final da Idade Média, quando a região de Passy era uma aldeia habitada por alguns fazendeiros, com o cultivo de uvas e a mineração em pedreiras. Durante o período do Antigo Regime, a região tinha casas simples e mansões luxuosas. Com a Revolução Francesa, elas foram transformadas em prédios, comumente alugados por mais de uma família. Em 1840, ano em que Honoré de Balzac morou no endereço, havia um quarto com closet, salas de estar e de jantar, adega e o jardim. Ele era um dos inquilinos dos andares do imóvel. Em 1860, quando Balzac não habitava mais a casa, Passy tornou-se um bairro da cidade de Paris e foi urbanizada entre o fim do século XIX e o começo do XX. A casa de Balzac é um monumento histórico que preservou características da época do Antigo Regime e da metade do século XIX.

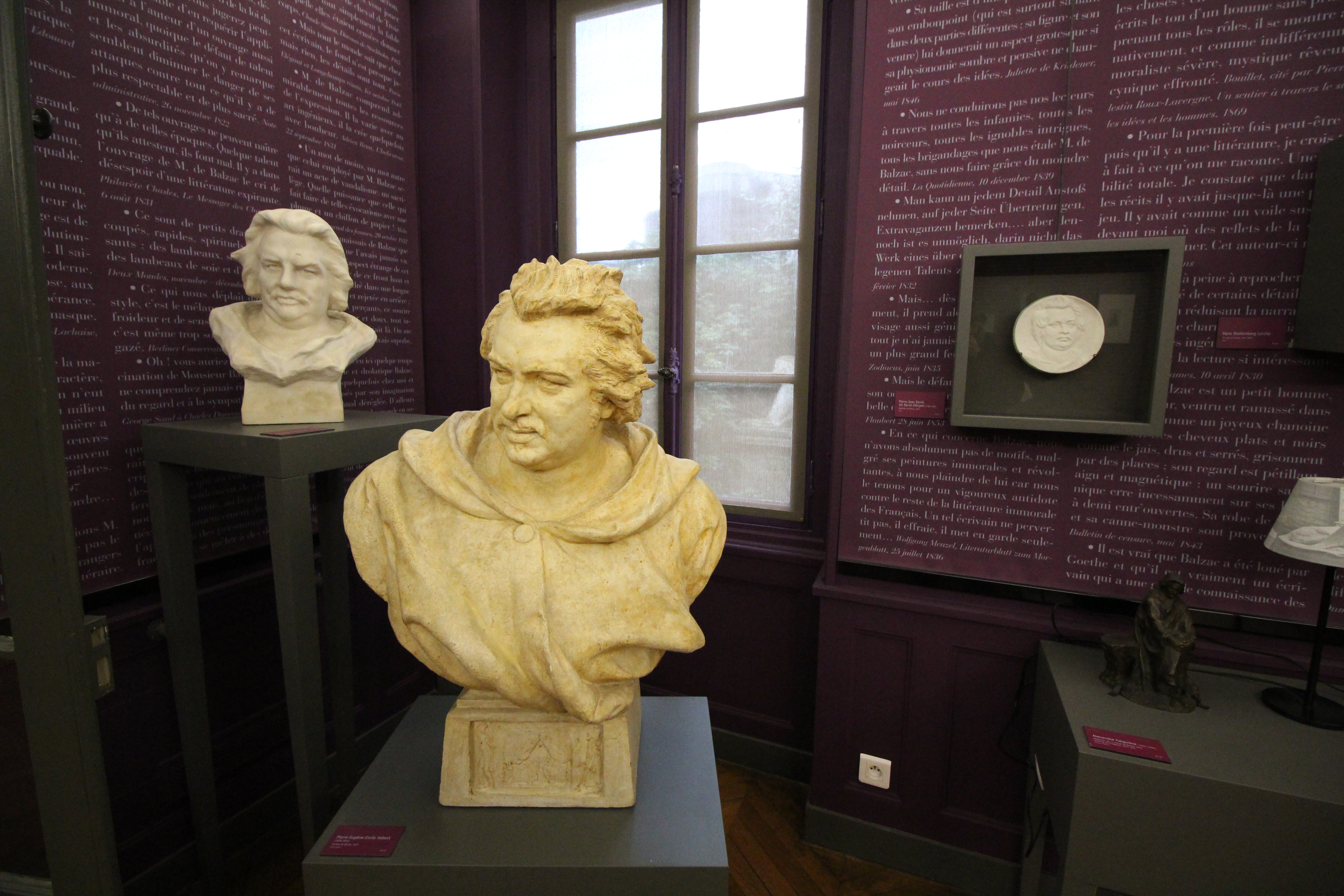
Busto dentro de um dos cômodos da Maison.

Depois da saída do escritor, a casa, que pertencia a Etienne Désiré Grandemain, passou por algumas reformas. A sala de jantar, por exemplo, teve seu tamanho reduzido. O dono faleceu em 1878 e o imóvel foi herdado pela filha de Grandemain, chamada Madame Barbier. A mulher, que tinha conhecido Balzac, começou a permitir que algumas pessoas visitassem a antiga habitação do romancista. Entre os anos de 1905 e 1907, o arquiteto Hénin morou no endereço. Foi graças a Louis Baudier de Royaumont, um admirador do trabalho de Balzac, que a casa foi transformada em museu dedicado à memória do escritor. Louis comprou a casa em 1908, cerca de vinte anos depois da sua visita. Dois anos depois, ele inaugurou a primeira versão do museu. Com a morte de Royamount, a casa foi habitada por Louis Allainguillaume, responsável por diversas modificações na estrutura do local. As paredes, por exemplo, foram reformadas, perdendo o papel de parede original. 
Em 1922, o imóvel é obtido por André Chancerel. Ele foi uma figura importante para a história da Maison de Balzac, porque lutou durante toda a sua vida para que o local fosse reconhecido como um museu oficial. Apenas em 1949, o imóvel foi cedido pelo governo para a cidade de Paris e o museu foi inaugurado. Em 1860, o espaço foi reinaugurado e toda a construção se tornou Maison de Balzac. As primeiras exposições tiveram a curadoria de Patrice Boussel e Jacqueline Sarment. A biblioteca foi criada na área em que ficavam os estábulos. 

## Acervo do museu
A Maison de Balzac foi transformada em um museu gratuito. As peças que entraram no museu entre 1910 e 1960 foram adquiridas principalmente por meio de doações. Outros objetos foram comprados pelo museu. Atualmente, ela dispõe dos documentos do autor, seus manuscritos, cartas, edições raras e alguns objetos especiais, como sua cafeteira com as iniciais "HB". As pinturas adquiridas pelo autor, que era um grande amante da arte, também estão presentes nos diferentes quartos. Em seu escritório, permanecem sua cadeira e sua pequena mesa de trabalho, onde Balzac passava a maior parte do seu tempo. Em um dos quartos da casa, foram expostas várias páginas dos manuscritos originais, com muitas correções feitas por Balzac. Durante a estadia na casa, Balzac fez a correção de toda a Comédia Humana. No antigo porão, há um cômodo com todos os bustos do escritor, incluindo uma escultura feita por Auguste Rodin. Há, também, ilustrações e uma árvore genealógica dos personagens criados pelo autor.

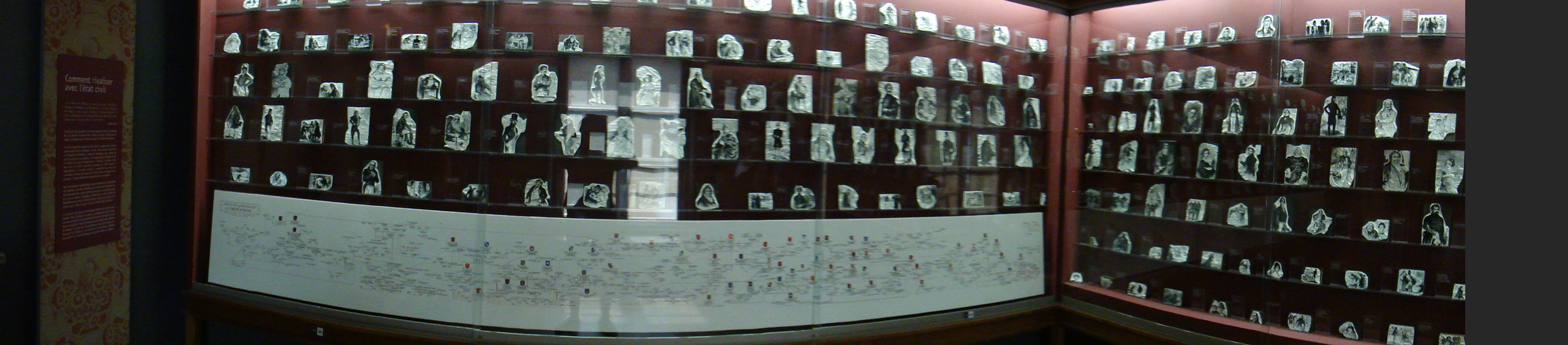
Foto de um dos cômodos da Maison de Balzac, onde há uma árvore genelógica e linha do tempo dos personagens do escritor

O andar onde o romancista morava foi dedicado à exposição permanente do museu, com retratos, caricaturas e toda a produção de outros artistas que fizeram referência à vida, ao trabalho e ao tempo do escritor. Além dos objetos pessoais, o museu apresenta uma série de retratos do autor, feitos por artistas como Dantan, David d'Angers e Rodin. Outras pinturas e documentos mostram um pouco da história da família de Balzac e de outros artistas contemporâneos. A casa abriga a exposição permanente, exposições temporárias sobre o autor, biblioteca, fototeca e um centro de documentos abertos ao público. Há uma livraria, onde os visitantes podem adquirir os livros do romancista. O jardim também é aberto ao público. Há um sala unicamente dedicada a "La Cousine Bette", onde os visitantes podem conferir uma coleção de ilustrações do Pierre de Belay.

### Biblioteca
O museu literário possui uma biblioteca composta por uma coleção patrimonial com diferentes edições de obras de Honoré de Balzac e Théophile Gautier. A coleção reúne mais de 23 mil obras e periódicos, sem contar com os documentos. Além disso, a biblioteca conta com obras da literatura contemporânea relacionadas aos dois escritores e é acessível a qualquer pessoa interessada em suas coleções: alunos, estudantes, amadores, pesquisadores e especialistas do século XIX. Seu acervo é constituído por:
- Edições originais e sucessivas das obras de Balzac e Gautier, incluindo as edições populares, críticas e traduções;
- Livros impressos por Balzac, que teve uma gráfica;
- Trabalhos relacionados, anotados e autografados por Balzac;
- Livros de fisiologia e didáticos;
- Jornais publicados no século XIX;
- Releituras e ilustrações da obra balzaquiana.